# Герои Социалистического Труда Улытауской области
В настоящий список включены:

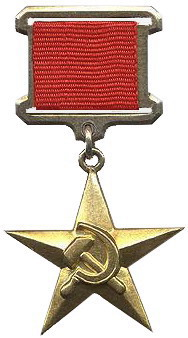
Золотая медаль «Серп и Молот»

- Герои Социалистического Труда, на момент присвоения звания проживавшие на территории современной Улытауской области Казахстана, которая долгое время относилась к Карагандинской области Казахской ССР, а с 1973 года соответствовала центральной и западной частям Джезказганской области (награждённые в этот период выделены знаком *), — 26 человек;
- уроженцы Улытауской области, удостоенные звания Героя Социалистического Труда в других регионах СССР, — 2 человека.

В таблицах отображены фамилия, имя и отчество Героев, должность и место работы на момент присвоения звания, дата Указа Президиума Верховного Совета СССР, отрасль народного хозяйства, место рождения/проживания, а также ссылка на биографическую статью на сайте «Герои страны». Формат таблиц предусматривает возможность сортировки по указанным параметрам путём нажатия на стрелку в нужной графе.

## История
Первыми на территории современной Улытауской области звания Героя Социалистического Труда были удостоены 4 животновода из Улытауского района А. Жумурткинов, Т. Мендыбаев, К. Туржанбаев и А. Тыккозов, которым эта высшая степень отличия была присвоена Указом Президиума Верховного Совета СССР от 23 июля 1948 года за получение высокой продуктивности животноводства в 1947 году.
Большинство Героев Социалистического Труда в Карагандинской области приходится на сельскохозяйственную отрасль — 15 человек; цветная металлургия — 8; геология — 2; строительство — 1.

## Лица, удостоенные звания Героя Социалистического Труда в Улытауской области
| №  | Фамилия, имя, отчество        | Даты жизни              | Деятельность | Дата присвоения | Отрасль       | Место рождения         | ГС        |
| -- | ----------------------------- | ----------------------- | --- | --------------- | ------------- | ---------------------- | --------- |
| 1  | Айтуаров Жарылгап             | 01.01.1932 — 26.12.2012 | Старший чабан колхоза «Жетыконурский» Джездинского района Карагандинской области                                                                                             | 22.03.1966      | сельхоз       | Улытауский район       | [ ГС 1 ]  |
| 2  | Алибаев Оспан                 | 1908—1971               | Старший чабан колхоза имени Карла Маркса Жана-Аркинского района Карагандинской области                                                                                       | 12.07.1949      | сельхоз       | Улытауская область     | [ ГС 2 ]  |
| 3  | Ахметов Токберген             | 1884 — ????             | Старший чабан колхоза имени Сталина Улутауского района Карагандинской области                                                                                                | 12.07.1949      | сельхоз       | Улытауская область     | [ ГС 3 ]  |
| 4  | Баймагамбетов Балабий         | 1890—1970               | Старший чабан колхоза «Орнек» Джезказганского района Карагандинской области                                                                                                  | 12.07.1949      | сельхоз       | Улытауский район       | [ ГС 4 ]  |
| 5  | Баймагамбетов Денберген       | 1932 — 31.01.2020       | *Бригадир горнорабочих очистного забоя Джезказганского горно-металлургического комбината имени К. И. Сатпаева Министерства цветной металлургии Казахской ССР                 | 10.03.1976      | металлургия   | *Костанайская область  | [ ГС 5 ]  |
| 6  | Берденов Мынбай               | 1930—1985               | *Старший чабан совхоза «Алгабас» Улытауского района Джезказганской области                                                                                                   | 22.02.1982      | сельхоз       | Жезказган              | [ ГС 6 ]  |
| 7  | Бупежанов Мухит Кульжанович   | 15.11.1910 — 04.03.1999 | Директор Джезказганского рудника Джезказганского горнометаллургического комбината Карагандинского совнархоза                                                                 | 09.06.1961      | металлургия   | *Актюбинская область   | [ ГС 7 ]  |
| 8  | Гурба Виктор Васильевич       | 24.09.1914 — 11.10.1981 | Директор Джезказганского горно-металлургического комбината имени К. И. Сатпаева Министерства цветной металлургии Казахской ССР, Карагандинская область                       | 20.05.1966      | металлургия   | *Сумская область       | [ ГС 8 ]  |
| 9  | Джумабеков Идрис              | 25.06.1926 — 10.10.2007 | Директор совхоза «Женис» Жанааркинского района Карагандинской области | 08.04.1971      | сельхоз       | Шетский район          | [ ГС 9 ]  |
| 10 | Жумурткинов Абайдилья         | 1884—1975               | Старший чабан колхоза «Бырлестык» Джезказганского района Карагандинской области                                                                                              | 23.07.1948      | сельхоз       | Улытауский район       | [ ГС 10 ] |
| 11 | Искаков Сатан                 | 1928—1999               | *Старший чабан совхоза «Женис» Жанааркинского района Джезказганской области                                                                                                  | 10.02.1975      | сельхоз       | Жанааркинский район    | [ ГС 11 ] |
| 12 | Кентаев Казымхан              | 01.12.1936 — 26.09.1994 | Забойщик южного рудника Джезказганского горнометаллургического комбината имени К. И. Сатпаева Министерства цветной металлургии СССР, Карагандинская область                  | 30.03.1971      | металлургия   | Улытауский район       | [ ГС 12 ] |
| 13 | Кусаинов Аубакир              | 15.12.1926 — 23.08.1979 | Бригадир комплексной бригады шахты № 44 Джезказганского горно-металлургического комбината имени К. И. Сатпаева Министерства цветной металлургии СССР, Карагандинская область | 20.05.1966      | металлургия   | Улытауский район       | [ ГС 13 ] |
| 14 | Лукинский Фёдор Григорьевич   | 05.02.1927 — 04.12.2021 | Бригадир крепильщиков шахты № 31—32 Джезказганского горно-металлургического комбината имени К. И. Сатпаева Министерства цветной металлургии СССР, Карагандинская область     | 20.05.1966      | металлургия   | *Архангельская область | [ ГС 14 ] |
| 15 | Мендыбаев Тусыпбек            | 1880 — ????             | Старший чабан колхоза имени Калинина Улутауского района Карагандинской области                                                                                               | 23.07.1948      | сельхоз       | Улытауская область     | [ ГС 15 ] |
| 16 | Мышанов Бакен                 | 1929 — 12.11.2018       | Старший чабан совхоза «Каракенгирский» Джездинского района Карагандинской области                                                                                            | 22.03.1966      | сельхоз       | Улытауский район       | [ ГС 16 ] |
| 17 | Омаров Газиз Омарович         | 15.05.1925 — 11.05.2002 | *Управляющий Джезказганским шахтопроходческим трестом имени 60-летия Октябрьской революции Министерства цветной металлургии Казахской ССР                                    | 02.03.1981      | металлургия   | Карагандинская область | [ ГС 17 ] |
| 18 | Раковский Василий Михайлович  | 31.01.1925 — 28.09.2009 | Бригадир комплексной бригады треста «Казмедьстрой» Карагандинского совнархоза, гор. Джезказган                                                                               | 09.08.1958      | строительство | *Тамбовская область    | [ ГС 18 ] |
| 19 | Рожнов Анатолий Александрович | 07.02.1931 — 07.11.1994 | *Главный геолог Жайремской геологоразведочной экспедиции Министерства геологии Казахской ССР, Джезказганская область                                                         | 02.01.1974      | геология      | *Пермский край         | [ ГС 19 ] |
| 20 | Смаилов Мукан                 | 1888—1964               | Старший чабан колхоза имени Сталина Джезказганского района Карагандинской области                                                                                            | 12.07.1949      | сельхоз       | Улытауская область     | [ ГС 20 ] |
| 21 | Сыздыков Абылкас              | 1928—1997               | Старший чабан колхоза имени Сталина Джезказганского района Карагандинской области                                                                                            | 12.07.1949      | сельхоз       | Улытауский район       | [ ГС 21 ] |
| 22 | Тузов Леонид Петрович         | род. 1930               | Бригадир комплексной бригады Джезказганского горнометаллургического комбината Карагандинского совнархоза                                                                     | 09.06.1961      | металлургия   | *Тверская область      | [ ГС 22 ] |
| 23 | Туржанбаев Керимбек           | 1910—1991               | Заведующий фермой колхоза «Бырлестык» Джезказганского района Карагандинской области                                                                                          | 23.07.1948      | сельхоз       | Улытауский район       | [ ГС 23 ] |
| 24 | Тыккозов Азимбай              | 1888—1976               | Старший чабан колхоза «Бырлестык» Джезказганского района Карагандинской области                                                                                              | 23.07.1948      | сельхоз       | Улытауский район       | [ ГС 24 ] |
| 25 | Штифанов Василий Иванович     | 14.10.1910 — 28.10.1998 | Начальник Джезказганской геологоразведочной экспедиции Министерства геологии и охраны недр Казахской ССР, Карагандинская область                                             | 29.04.1963      | геология      | *Алтайский край        | [ ГС 25 ] |
| 26 | Ынтыкбаев Шалгинбай           | 01.01.1936 — 09.09.2013 | Старший чабан совхоза «Актауский» Жанааркинского района Карагандинской области                                                                                               | 22.03.1966      | сельхоз       | Жанааркинский район    | [ ГС 26 ] |

## Уроженцы Улытауской области, удостоенные звания Героя Социалистического Труда в других регионах СССР
| № | Фамилия, имя, отчество | Даты жизни  | Деятельность | Дата присвоения | Отрасль     | Место рождения   | ГС       |
| - | ---------------------- | ----------- | --- | --------------- | ----------- | ---------------- | -------- |
| 1 | Рахимбергенов Дулатбек | 1910 — ???? | Бригадир печей плавильного цеха Чимкентского свинцового завода имени М. И. Калинина Южно-Казахстанского совнархоза                               | 09.06.1961      | металлургия | Улытауский район | [ ГС 1 ] |
| 2 | Секеманов Нургали      | 1915 — ???? | Старший буровой мастер Алма-Атинской гидрогеологической экспедиции Казахского гидрогеологического управления Министерства геологии Казахской ССР | 20.04.1971      | геология    | Улытауский район | [ ГС 2 ] |